# Diócesis de Monterrey (California)
La diócesis de Monterrey en California (en latín: Dioecesis Montereyensis in California y en inglés: Roman Catholic Diocese of Monterey) es una circunscripción eclesiástica de la Iglesia católica en Estados Unidos. Se trata de una diócesis latina, sufragánea de la arquidiócesis de Los Ángeles. Desde el 2 de julio de 2025 la diócesis se encuentra en Sede Vacante.

## Territorio y organización

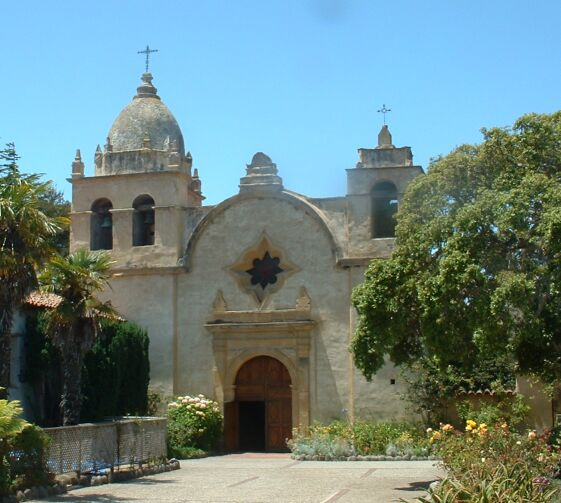
Basílica Misión San Carlos Borromeo de Carmelo, en Carmel-by-the-Sea

La diócesis tiene 21 196 km² y extiende su jurisdicción sobre los fieles católicos de rito latino residentes en 8 condados del estado de California: Monterrey, Santa Cruz, San Benito y San Luis Obispo.

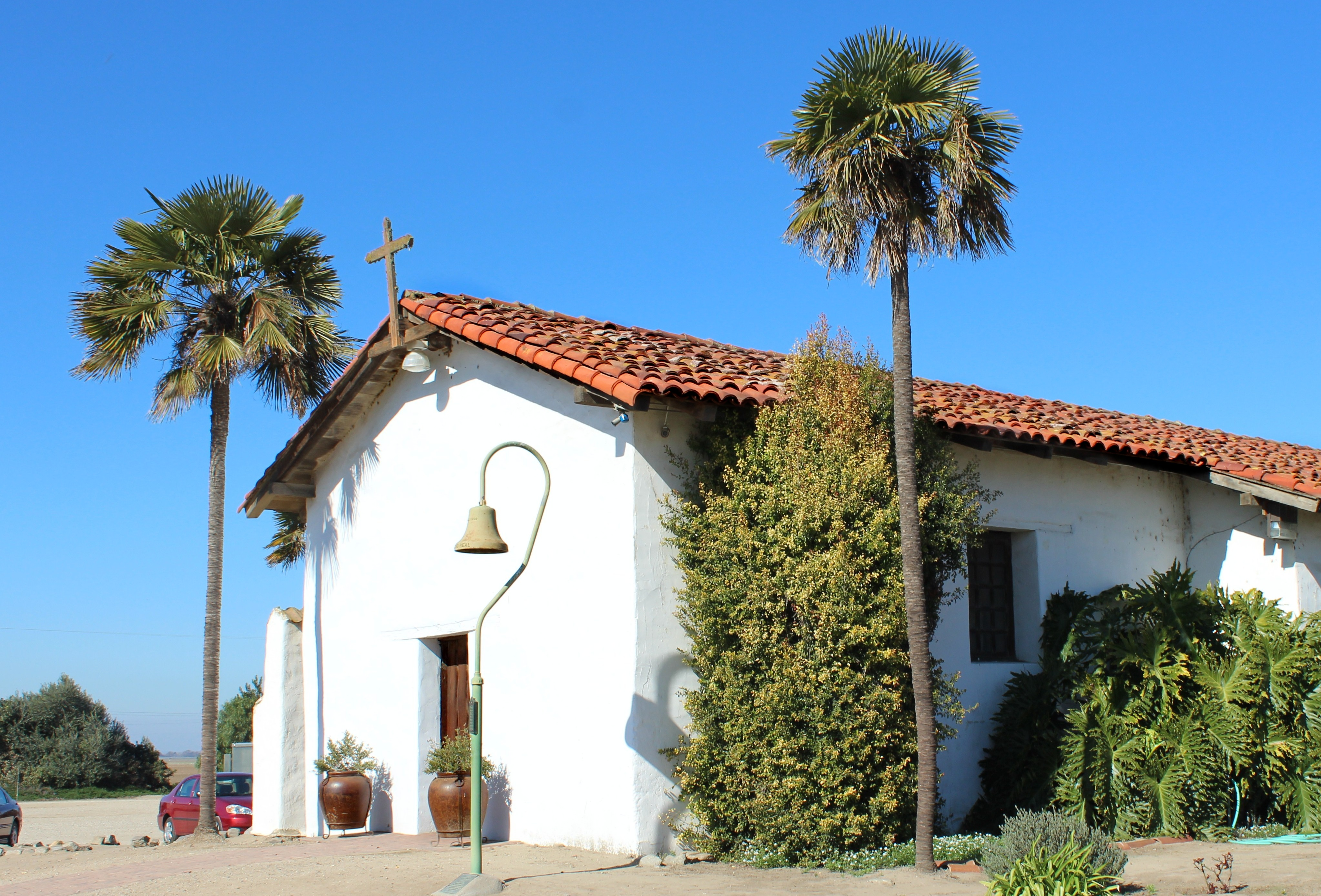
Misión Nuestra Señora de la Soledad, en Soledad

La sede de la diócesis se encuentra en la ciudad de Monterrey, en donde se halla la Catedral de San Carlos Borromeo. En Carmel-by-the-Sea se halla la Misión San Carlos Borromeo de Carmelo, declarada basílica menor por el papa Juan XXIII en 1961. Otras antiguas misiones conservadas en la diócesis son: Nuestra Señora de la Soledad, en Soledad; San Antonio de Padua, en Jolon; San Juan Bautista, en San Juan Bautista; San Luis Obispo de Tolosa, en San Luis Obispo; San Miguel Arcángel, en San Miguel; y Misión Santa Cruz, en Santa Cruz.

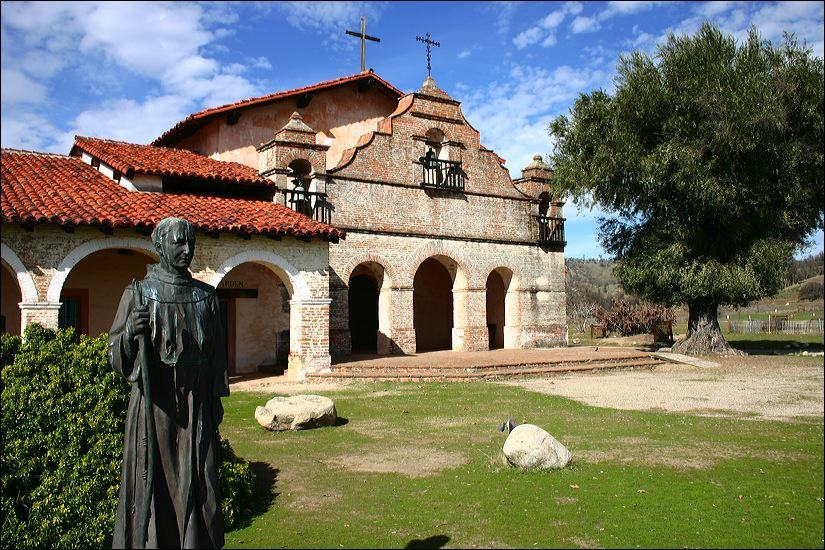
Misión San Antonio de Padua, en Jolon

En 2023 en la diócesis existían 46 parroquias.

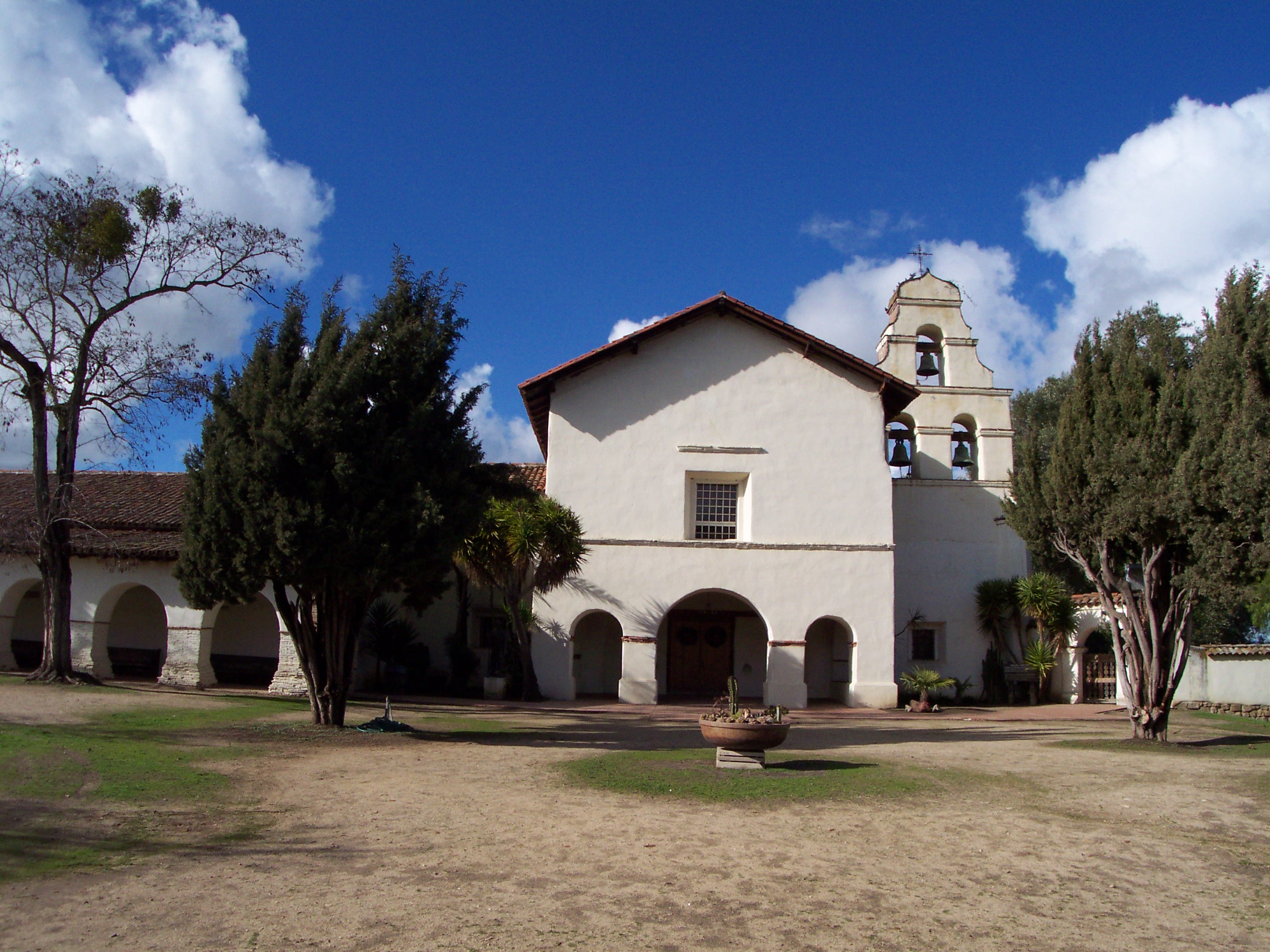
Misión San Juan Bautista, en San Juan Bautista

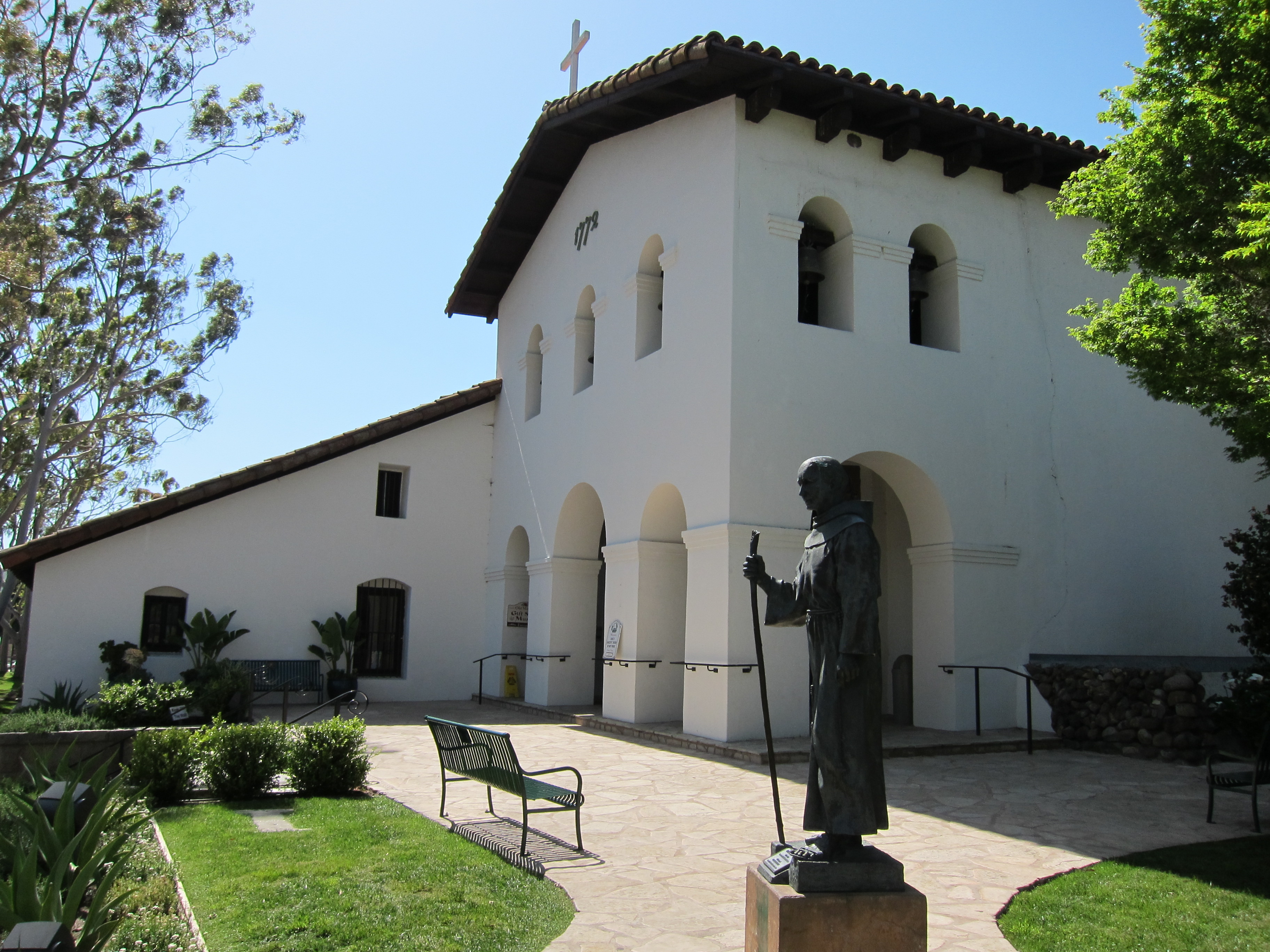
Misión San Juan Bautista, en San Luis Obispo

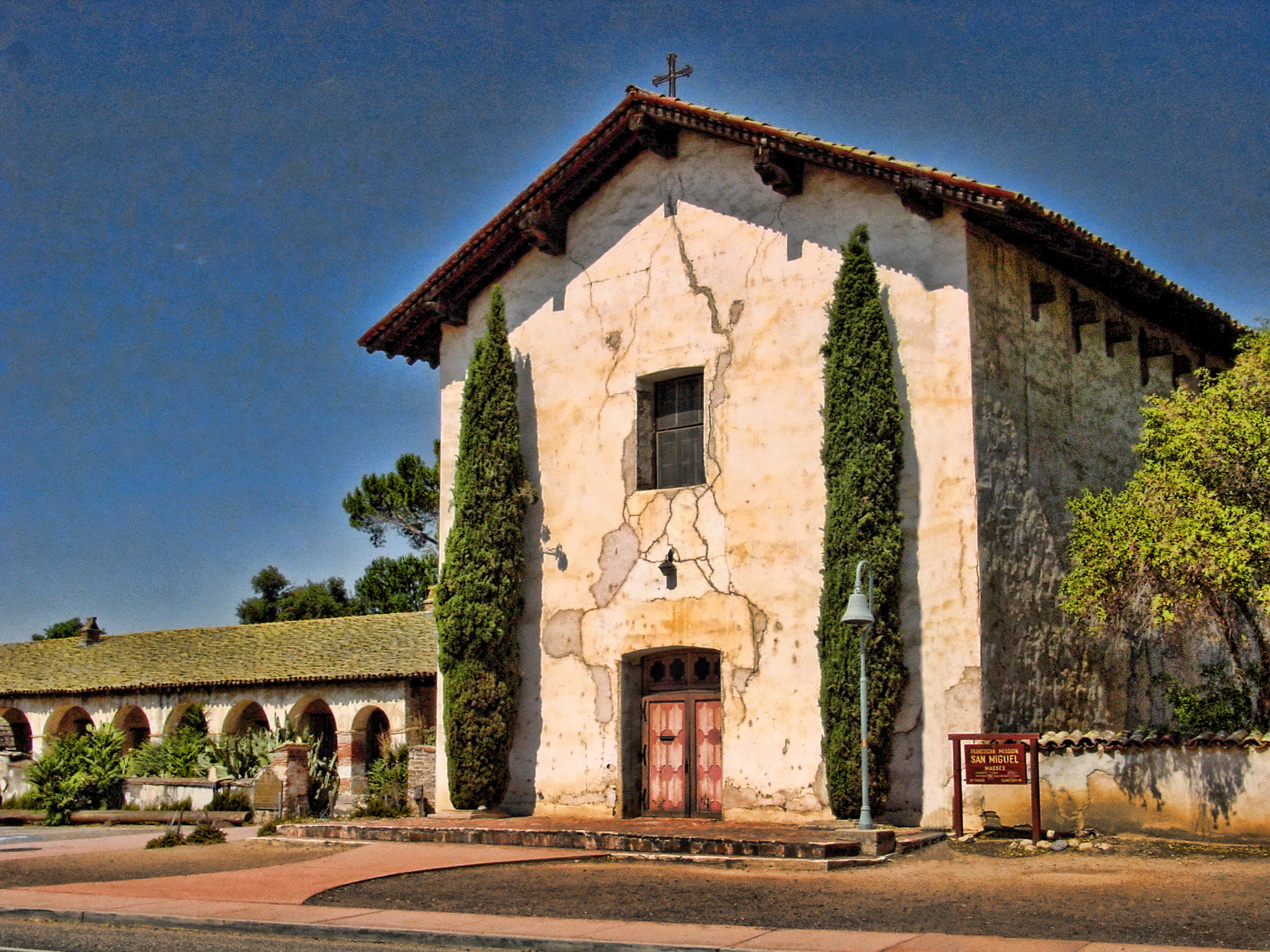
Misión San Miguel Arcángel, en San Miguel

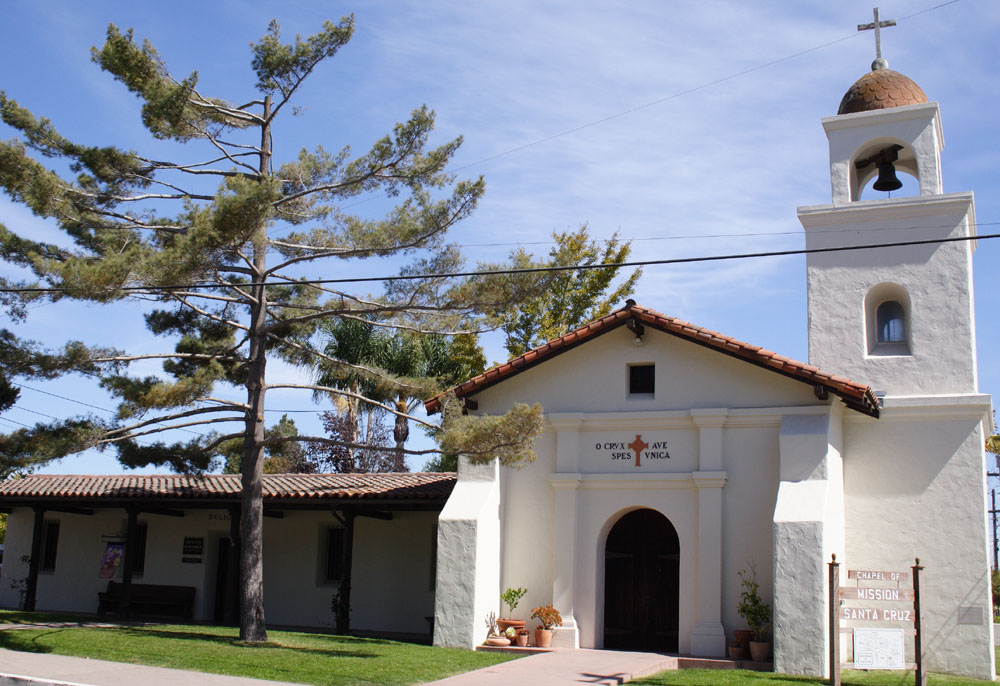
Réplica de la Misión Santa Cruz, en Santa Cruz

## Historia

### Diócesis de California
La diócesis de California fue erigida el 27 de abril de 1840 con sede en Santa Bárbara y jurisdicción sobre los territorios de los actuales estados de California, Utah, Nevada y parte de Arizona y Wyoming) y los estados mexicanos de Baja California y Baja California Sur.
El primer obispo, el franciscano Francisco José Vicente García Diego y Moreno eligió la Misión de Santa Bárbara como procatedral y falleció allí el 30 de abril de 1846, por lo que la diócesis siguió administrada por su vicario general, José María González Rubio.
Durante la Intervención estadounidense en México Santa Bárbara fue capturada por tropas estadounidenses el 27 de diciembre de 1846 y con el Tratado de Guadalupe Hidalgo del 2 de febrero de 1848, California se dividió definitivamente entre México y los Estados Unidos.

### Diócesis de Monterrey
El 20 de noviembre de 1849 el papa Pío IX nombró a Charles Pius Montgomery como obispo de Monterrey y no de las Californias, aunque el obispo electo no asumió, la sede fue trasladada a Monterrey, con el nombre de diócesis de Monterrey, manteniendo su jurisdicción. El Gobierno de México reaccionó pidiendo a la Santa Sede el 12 de diciembre de 1849 que Baja California fuera separada de la nueva diócesis de Monterrey como un vicariato apostólico.
El 31 de mayo de 1850 el papa Pío IX nombró al dominico español José Sadoc Alemany y Conill como obispo de Monterrey, quien mantuvo a González Rubio como vicario general y le asignó el gobierno del territorio diocesano que permaneció en México. El 21 de diciembre de 1851 la diócesis dejó de ser sufragánea de la arquidiócesis de México y pasó a ser inmediatamente sujeta a la Santa Sede.
En 1853 el arzobispo de México avisó a González Rubio que la Santa Sede lo había nombrado vicario apostólico de Baja California, pero por dos veces rechazó el nombramiento, por lo que Baja California, fue separada de la diócesis de Monterrey y fue puesta bajo la administración del arzobispo de México hasta el nombramiento de Juan Francisco Escalante y Moreno el 23 de marzo de 1855 como vicario apostólico.
A petición de los obispos estadounidenses, reunidos en el primer concilio plenario de Baltimore (1852), la Santa Sede decidió dividir la diócesis de Monterrey y erigir una nueva sede metropolitana. El 29 de julio de 1853, mediante la bula Ad animarum régimen del papa Pío IX, la diócesis de Monterrey cedió una parte de su territorio para la erección de la arquidiócesis de San Francisco, de la cual la diócesis de Monterrey se convirtió en sufragánea.
El obispo Thaddeus Amat y Brusi (1853-1878) instaló la sede de la diócesis primero en Santa Bárbara y luego en Los Ángeles, ciudad que había visto crecer considerablemente su población a mediados del siglo XIX. Este traslado fue sancionado oficialmente por la Santa Sede mediante el decreto de la Congregación de Propaganda Fide del 9 de julio de 1859, con el cual la diócesis asumió el nombre de Monterrey-Los Ángeles. En Los Ángeles, el obispo Amat hizo construir la nueva catedral, dedicada a Santa Bibiana, que se inauguró en 1876.
El 1 de junio de 1922, mediante la bula Romani Pontifices del papa Pío XI, debido a la gran extensión de su extensión, la diócesis de Monterrey-Los Ángeles se dividió en dos: la parte sur pasó a formar la diócesis de Los Ángeles-San Diego (hoy arquidiócesis de Los Ángeles), mientras que con la parte norte se erigió la diócesis de Monterrey-Fresno, con sede en la ciudad de Fresno, donde se erigió como catedral la iglesia de San Juan Bautista.
El 11 de julio de 1936 la diócesis de Monterrey-Fresno pasó a formar parte de la provincia eclesiástica de la arquidiócesis de Los Ángeles.
El 6 de octubre de 1967, como resultado de la bula De fidelium bono del papa Pablo VI, la diócesis se dividió nuevamente, dando lugar a la diócesis de Fresno y la diócesis de Monterrey en sus límites actuales.
El 28 de agosto de 1968, con la carta apostólica Evangelii praeconum, el papa Pablo VI proclamó como patronos principales de la diócesis a la Santísima Virgen María, invocada con el título de Nuestra Señora de Belén, y a san Carlos Borromeo, a san Patricio y santa Teresa del Niño Jesús como patronos secundarios.

## Estadísticas
Según el Anuario Pontificio 2024 la diócesis tenía a fines de 2023 un total de 215 000 fieles bautizados.
| Año                                                                             | Población            | Población | Población      | Sacerdotes | Sacerdotes    | Sacerdotes    | Bautizados por sacerdote | Diáconos permanentes | Religiosos | Religiosos | Parroquias |
| Año                                                                             | Bautizados católicos | Total     | % de católicos | Total      | Clero secular | Clero regular | Bautizados por sacerdote | Diáconos permanentes | Varones    | Mujeres    | Parroquias |
| ------------------------------------------------------------------------------- | -------------------- | --------- | -------------- | ---------- | ------------- | ------------- | ------------------------ | -------------------- | ---------- | ---------- | ---------- |
| 1924                                                                            | 50 000               | ?         | ?              | ?          | ?             | 60            | 833                      |                      | ?          | ?          | 42         |
| 1933                                                                            | 79 000               | ?         | ?              | ?          | ?             | 99            | 797                      |                      | ?          | ?          | 54         |
| 1946                                                                            | 79 000               | ?         | ?              | ?          | ?             | 130           | 1284                     |                      | 14         | 363        | 65         |
| 1950                                                                            | 71 542               | 187 767   | 38.1           | 166        | 120           | 46            | 430                      |                      | 74         | 367        | 73         |
| 1954                                                                            | 300 788              | 1 080 348 | 27.8           | ?          | ?             | 220           | 1367                     |                      | 60         | 480        | 99         |
| 1966                                                                            | 431 719              | 1 653 900 | 26.1           | 275        | 186           | 89            | 1569                     |                      | 99         | 606        | 113        |
| 1970                                                                            | 100 000              | 500 000   | 20.0           | 129        | 80            | 49            | 775                      |                      | 72         | 132        | 43         |
| 1976                                                                            | 75 802               | 379 000   | 20.0           | 122        | 83            | 39            | 621                      |                      | 64         | 245        | 43         |
| 1980                                                                            | 98 000               | 498 000   | 19.7           | 116        | 85            | 31            | 844                      |                      | 57         | 203        | 43         |
| 1990                                                                            | 163 500              | 826 350   | 19.8           | 131        | 98            | 33            | 1248                     | 4                    | 67         | 164        | 45         |
| 1999                                                                            | 179 110              | 895 550   | 20.0           | 98         | 81            | 17            | 1827                     | 3                    | 52         | 117        | 46         |
| 2000                                                                            | 295 660              | 895 550   | 33.0           | 116        | 89            | 27            | 2548                     | 2                    | 74         | 116        | 46         |
| 2001                                                                            | 313 405              | 949 300   | 33.0           | 91         | 71            | 20            | 3444                     | 2                    | 60         | 108        | 47         |
| 2002                                                                            | 315 902              | 957 279   | 33.0           | 117        | 86            | 31            | 2700                     | 3                    | 70         | 102        | 46         |
| 2003                                                                            | 319 437              | 967 992   | 33.0           | 104        | 81            | 23            | 3071                     | 3                    | 58         | 112        | 46         |
| 2004                                                                            | 193 598              | 967 992   | 20.0           | 121        | 93            | 28            | 1599                     | 3                    | 67         | 135        | 46         |
| 2013                                                                            | 202 847              | 1 014 237 | 20.0           | 125        | 90            | 35            | 1622                     | 33                   | 61         | 56         | 46         |
| 2016                                                                            | 208 100              | 1 040 498 | 20.0           | 123        | 85            | 38            | 1691                     | 30                   | 55         | 96         | 46         |
| 2019                                                                            | 211 900              | 1 059 520 | 20.0           | 128        | 101           | 27            | 1655                     | 28                   | 39         | 78         | 46         |
| 2021                                                                            | 210 639              | 1 053 093 | 20.0           | 125        | 95            | 30            | 1685                     | 30                   | 48         | 68         | 46         |
| 2023                                                                            | 215 000              | 1 072 786 | 20.0           | 95         | 64            | 31            | 2263                     | 32                   | 43         | 66         | 46         |
| Fuente: Catholic-Hierarchy, que a su vez toma los datos del Anuario Pontificio. |                      |           |                |            |               |               |                          |                      |            |            |            |

### Escuelas
- Mission College Preparatory High School, San Luis Obispo
- Notre Dame High School, Salinas
- Palma High School, Salinas
- Saint Francis Central Coast Catholic High School, Watsonville
- Santa Catalina School, Monterrey

## Episcopologio

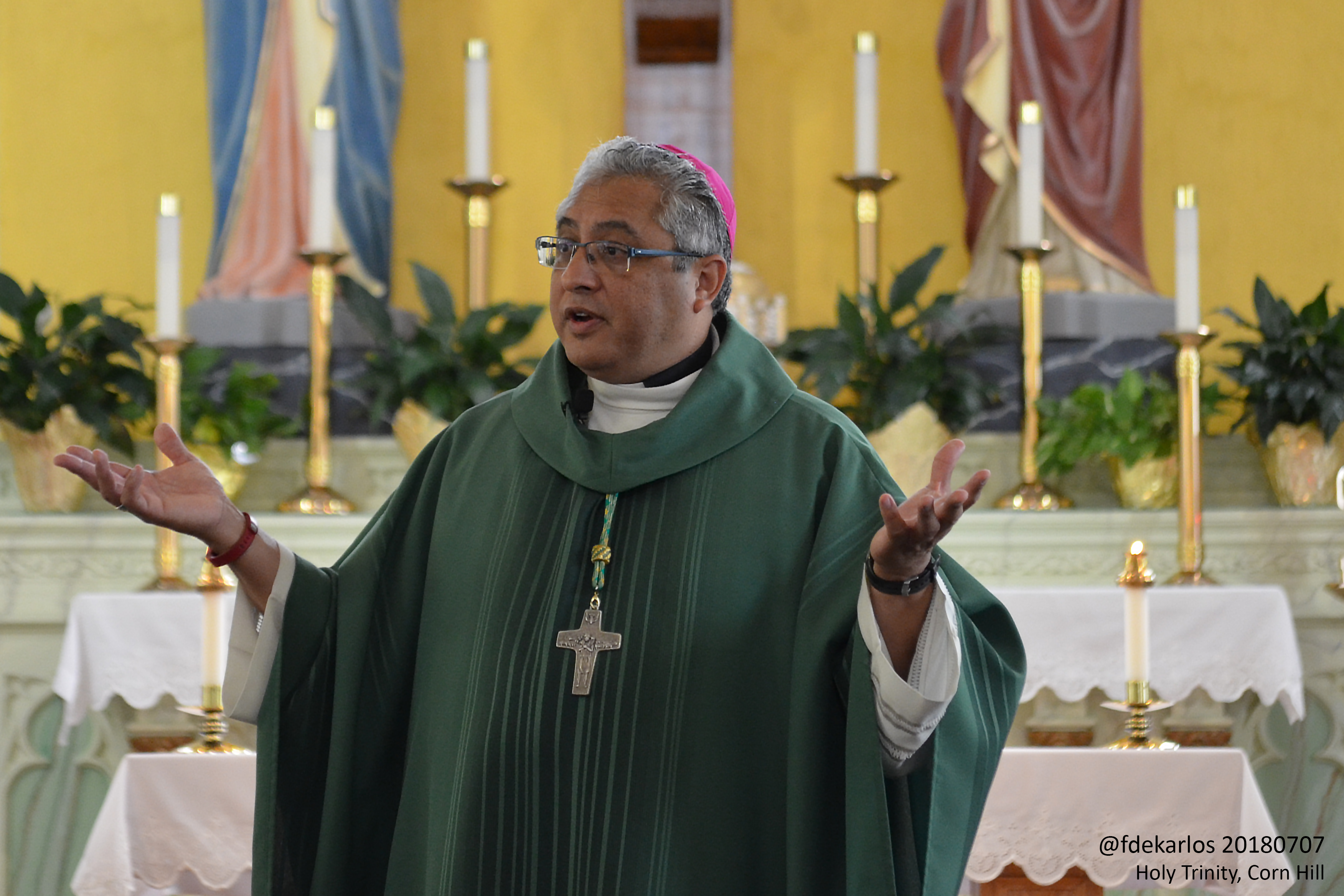
Daniel Elías García, obispo de Monterrey desde el 27 de noviembre de 2018

- - P. Charles Pius Montgomery, O.P. † (20 de noviembre de 1849-1850 renunció) (obispo electo)[17]
- José Sadoc Alemany y Conill, O.P. (31 de mayo de 1850-29 de julio de 1853 nombrado arzobispo de San Francisco)[nota 1]
- Thaddeus Amat y Brusi, C.M. † (29 de julio de 1853-12 de mayo de 1878 falleció)
- Francisco Mora y Borrell † (12 de mayo de 1878 por sucesión-13 de marzo de 1896 renunció[nota 2])
- George Thomas Montgomery † (6 de mayo de 1896 por sucesión-17 de septiembre de 1902 nombrado arzobispo coadjutor de San Francisco[nota 3])
- Thomas James Conaty † (27 de marzo de 1903-18 de septiembre de 1915 falleció)
- John Joseph Cantwell † (21 de septiembre de 1917-1 de junio de 1922 nombrado obispo de Los Ángeles-San Diego)
- John Bernard MacGinley † (24 de marzo de 1924-26 de septiembre de 1932 renunció[nota 4])
- Philip George Scher † (28 de abril de 1933-3 de enero de 1953 falleció)
- Aloysius Joseph Willinger, C.SS.R. † (3 de enero de 1953 por sucesión-16 de octubre de 1967 renunció[nota 5])
- Harry Anselm Clinch † (16 de octubre de 1967-19 de enero de 1982 renunció)
- Thaddeus Anthony Shubsda † (26 de mayo de 1982-26 de abril de 1991 falleció)
- Sylvester Donovan Ryan (28 de enero de 1992-19 de diciembre de 2006 retirado)
- Richard John García † (19 de diciembre de 2006-11 de julio de 2018 falleció)
  - Gerald Eugene Wilkerson (20 de julio de 2018-27 de noviembre de 2018) (administrador apostólico)
- Daniel Elias Garcia (27 de noviembre de 2018 - 2 de julio de 2025 nombrado Obispo de Austin